# Lonchophylla bokermanni
Lonchophylla bokermanni là một loài động vật có vú trong họ Dơi mũi lá, bộ Dơi. Loài này được Sazima, Vizotto, & Taddei mô tả năm 1978.